# Termodinamska spremenljivka
Termodinámska spremenljívka je fizikalna količina, enolično določena s stanjem termodinamičnega sistema. Značilnost termodinamskih spremenljivk je, da je njihova sprememeba ob spremembi stanja sistema odvisna le od začetnega in končnega stanja sistema, ne pa od vmesnih stanj (od »poti«), skozi katera je sistem prešel iz začetnega v končno stanje.
Termodinamske spremenljivke so lahko ekstenzivne kot tudi intenzivne. Osnovne termodinamske spremenljivke v sistemu z eno komponento in eno fazo so temperatura, tlak in prostornina; v sistemu z dvema fazama dodatno še delež posamezne faze, v sistemu z dvema komponentama pa koncentracija posamezne komponente. Mase nekateri avtorji ne uvrščajo med termodinamske spremenljivke, ampak jo imajo za vnaprej dano in nespremenljivo.